# Abraham Romero Cabrera
Abraham María Romero Cabrera (Riobamba, 17 de marzo de 1930 - Quito, 11 de julio de 2013) fue un político ecuatoriano, alcalde de la ciudad de Riobamba durante dos períodos.

## Biografía
Nació el 17 de marzo de 1930 en Riobamba, provincia de Chimborazo. Realizó sus estudios secundarios en el colegio San Felipe Nerri y los superiores en la Universidad Central del Ecuador, donde obtuvo el título de ingeniero civil.
Ocupó el cargo de concejal de Riobamba en tres ocasiones. Durante la Asamblea Constituyente de 1967 fue asambleísta en representación de la provincia de Chimborazo.
En las elecciones legislativas de 1992 fue elegido diputado en representación de Chimborazo por el Partido Unidad Republicana, del que fue jefe de bloque durante los siguientes dos años.
El 21 de diciembre de 1994 fue nombrado Ministro de Gobierno por el presidente Sixto Durán Ballén, en reemplazo del conservador Marcelo Santos. Su designación fue vista como un intento por lograr consensos por su cercanía con el bloque legislativo del Partido Social Cristiano, que poseía mayoría en el Congreso, y con el presidente del mismo, Heinz Moeller.
Fue alcalde de Riobamba durante el periodo de 1996 a 2000.
En las elecciones legislativas de 2002 fue elegido diputado en representación de la provincia de Chimborazo por el Partido Social Cristiano.
Falleció en la ciudad de Quito el 11 de julio de 2013.